# François d’Agincourt
Jacques-André-François d’Agincourt (Rouen, 1684 – Rouen,  1758. április 30.) francia zeneszerző.